# Scytalium balssi
Scytalium balssi är en korallart som beskrevs av Sydney John Hickson 1916. Scytalium balssi ingår i släktet Scytalium och familjen Virgulariidae. Inga underarter finns listade i Catalogue of Life.